# كارلوس خوسيه
كارلوس خوسيه (بالإسبانية: Carlos Elías) (23 مارس 1988 في بيرو - ) هو مدرب كرة قدم ولاعب كرة قدم بيروفي في مركز الهجوم. لعب مع أليانزا ليما وسيينسيانو وAtlético Minero ‏ وLeón de Huánuco ‏ وسبورت بويز.

## وصلات خارجية
- كارلوس خوسيه على موقع الاتحاد الدولي (مؤرشف)  (الإنجليزية)
- كارلوس خوسيه على موقع قاعدة بيانات كرة القدم.إي يو (الإنجليزية)